# Классика Колорадо
Классика Колорадо (англ. Colorado Classic) — шоссейная многодневная велогонка по дорогам американского штата Колорадо. Проводится ежегодно с 2017 года. Входит в календарь Американского тура UCI и имеет категорию 2.HC.

## Победители

### Генеральная классификация
| Год  | Победитель    | Второй         | Третий     |
| ---- | ------------- | -------------- | ---------- |
| 2017 | Мануэль Сенни | Сергей Цветков | Алекс Хаус |
| 2018 | Гэвин Мэннион | Сергей Цветков | Хью Карти  |

### Другие классификации
| Год  | Очковая        | Горная         | Молодёжная       | Командная         |
| ---- | -------------- | -------------- | ---------------- | ----------------- |
| 2017 | Тревис Маккейб | Сергей Цветков | Хонатан Нарваэс  | Cannondale-Drapac |
| 2018 | Джозеф Льюис   | Хью Карти      | Даниэль Мартинес | UnitedHealthcare  |